# Bondage Records
Pour les articles homonymes, voir Bondage (homonymie).
Bondage Records, plus tard rebaptisé Bond'Age, est un label indépendant français de rock alternatif, basé à Paris. Fondé en 1982, il devient, au milieu des années 1980, le label phare du mouvement alternatif en signant des groupes tels que Bérurier noir, Ludwig von 88, Washington Dead Cats, ou Theo Hakola.

## Histoire

### Période Rock Radicals
En 1982, le groupe français de punk rock The Brigades, basé dans la banlieue sud de Paris, prend exemple sur les labels alternatifs anglais pour monter l'association Rock Radicals Records. Son but est de permettre aux groupes issus de la scène rock non-commerciale (et exclus de fait des grosses maisons de disques) de pouvoir sortir leurs disques eux-mêmes et d'en contrôler la production, la distribution et, finalement, le prix de vente.
Rock Radicals Records, fondé en tant qu'association loi de 1901, s'inscrit donc dans une démarche militante d'opposition à la musique mercantile (refus des charts et des plans médias, proximité revendiquée avec le public). En outre l'association s'engage sur le plan politique et social en refusant les discriminations et oppressions de tous genres : fascisme, racisme, militarisme, etc. Les premières productions du label, en 1982 et 1983, sont la sortie de disques des Brigades, de Bérurier noir et de Nuclear Device. Courant 1984, la séparation des Brigades entraine de profonds bouleversements ; deux membres du groupe quittent le label pour monter une nouvelle formation du groupe et fondent un nouveau label, Negative Records. Les rescapés de Rock Radicals Records décident alors d'impliquer d'autres amis (dont Marsu) dans le label qui devient Bondage Records.

### Débuts
Le nom change mais également l'esprit du label, qui se veut toujours autant militant mais moins sévère, moins rigide et moins dogmatique. Musicalement, il s'ouvre sur des styles musicaux plus larges qui peuvent s'éloigner du punk rock. Mais l'attitude et l'éthique de l'association reste les mêmes, notamment à travers l'organisation de concerts et de disques de soutien à différentes causes. L'accent est mis, pour le choix des groupes, plutôt sur la connaissance des individus (avec une part de plus en plus grande de l'aspect artistique et créatif) que sur l'adhésion à un discours rebelle « standard » pas forcément réellement vécu par ceux qui s'y norment.
En 1985, Bondage Records prend une dimension nouvelle avec la signature de groupes tels que Ludwig von 88, Washington Dead Cats ou encore les Satellites.

### Explosion du rock alternatif
Le succès de Bérurier noir va profondément bouleverser le label. Sans aucune campagne médiatique et avec une distribution indépendante assurée par New Rose, les Bérus vendent plus de 50 000 exemplaires de leur deuxième album Concerto pour détraqués. Le succès financier permet à Bondage Records de se développer et de mieux s'organiser. 
En 1986, l'association devient la SARL Bondage Productions qui commence à s'impliquer dans d'autres domaines que la simple production musicale : distribution par correspondance, édition, organisation de concerts et de tournées pour ses groupes, et enfin l'ouverture d'une boutique à Paris, dans le 4e arrondissement. Le label se tourne également vers les autres labels indépendants et alternatifs (V.I.S.A, Gougnaf Mouvement, Jungle Hop, Ripost, Negative Records, etc.) pour leur proposer l'idée d'un regroupement.

### Succès
Bérurier Noir quitte Bondage Records à la suite d'un différend concernant les droits d'auteur. S'ensuit une période un peu difficile, jusqu'en 1989 où Bondage se regroupe avec le label Mix-It pour devenir Houlala, dont le groupe phare fut Ludwig von 88.
En 1993, Bondage prend un nouveau nom et devient Bond'Age, dirigé par Bruno Venzal. Le label fait peu de nouvelles productions mais continue à distribuer des groupes comme Les Rats, Les Pires, Les Cadavres, Les Nonnes Troppo.

## Sous-labels
Le noyau dur du label Bondage Records accueille les groupes principalement parisiens – mis à part Nuclear Device (ND) (Le Mans) et Babylon Fighters (Saint-Étienne). Même s'ils viennent d'univers musicaux souvent différents, les groupes de Bondage se connaissent bien, organisent des tournées communes et partagent souvent les mêmes valeurs portées par le mouvement alternatif : indépendance, autogestion, anticonformisme et autodérision.
Bondage Production compte deux autres labels :
- Bondage International : le label accueille en licence des groupes exclusivement étrangers. Bondage International va en effet tisser des liens avec des labels étrangers : Vinyl Solution en Angleterre, Oihuka au Pays basque espagnol et Weser Label en RFA. Le label va ainsi sortir en France les disques de quelques célèbres groupes tels que Kortatu, The Birdhouse, Mega City Four ou encore le groupe de ska allemand The Busters.

- Stop It Baby Records : le label est fondé par David Dufresne, ancien fondateur du fanzine Tant qu'il y aura du Rock, et grand amateur de garage rock qui va signer de nombreux groupes dont : Les Maniacs, les Shifters, Kingsize, etc.

## Discographie

### Rock Radical Records
- RRR 000 : 5 Years of Noise (compilation K7 à tirage limité regroupant tous les groupes de Kid Bravo de 1977 à 1982)
- RRR 001 : The Brigades : Riot and Dance / Jobless Generation  (45 tours)
- RRR 002 : The Brigades – State Control Paranoïa / Janis Would Say (45 tours)
- RRR 003 : The Brigades – Bomb 'n' Blood 'n' Capital  (mini LP, 7 titres)
- RRR 004 : Living Theatre et Co + Propaganda – Holocauste / La Petite horreur / 1944  (EP)
- RRR 005 : Bérurier noir – Macadam Massacre / La Mort au choix / Buch'rons  (EP)
- RRR 006 : Bérurier noir – Macadam Massacre (LP, 10 titres)
- RRR 007 : The Brigades – Ready Ready Go Punk Rockers (maxi 45 tours, 4 titres)
- RRR 00A : The Brigades – My Tailor Is Communist (K7 Live en coproduction avec V.I.S.A)

### Bondage Records
- RRR 008 : Bérurier Noir – Nada 84 / Je ne crains plus la loi (EP, 4 titres)
- RRR 009 : Bérurier Noir – Concerto Pour Détraqués (LP, 11 titres)
- RRR 010 : Nuclear Device – 45 Révolutions Par Minute (maxi-45 tours, 4 titres)
- RRR 011 : Nuclear Device – Tonnerre A La Une (mini LP, 7 titres)
- RRR 012 : Bérurier Noir – Nada (maxi-45 tours, réédition des 4 titres du split_LP avec Guernica)
- RRR 00B : Compilation –Live (coproduction avec V.I.S.A./ LP, 14 titres)
- RRR 00C : Compilation – Rock Army Fraction (coproduction avec le fanzine Alerte Rouge / LP, 9 titres)
- RRR 013 : Bérurier Noir – Joyeux Merdier (Maxi-45 tours, 4 titres)
- RRR 00D : Ludwig von 88 – Houlala! (LP, 13 titres)
- RRR 00E : Parabellum – Cayenne / Welcome to Paraside (coproduction avec Gougnaf Mouvement / 45 tours)
- RRR 00F : Parabellum – Parabellum (coproduction avec Gougnaf Mouvement, mini LP, 8 titres)

### Bondage Productions
- BR 001 : Washington Dead Cats – Ghost Can't Talk / Vegetable Spirit (45 tours)
- BR 002 : Washington Dead Cats – Go Vegetable Go (LP, 12 titres)
- BR 003 : Bérurier noir – L'Empereur Tomato-Ketchup / Pavillon 36 (45 tours)
- BR 004 : Nuclear Device – Desperados / Coscorron Steady Beat (45 tours)
- BR 005 : Les Endimanchés – Le Jardin potager / La Maréchaussée (45 tours)
- BR 006 : Ludwig von 88 – Les 3 petits keupons / Abri atomique (45 tours)
- BR 007 : Nuclear Device – Western Electric (LP, 10 titres)
- BR 008 : Bérurier noir – Abracadaboum! (LP, 10 titres)
- BR 009 : Lucrate Milk – Compilation (LP 17 titres)
- BR 010 : Les Endimanchés – À la mer / à la campagne (LP, 12 titres)
- BR 011 : Ludwig von 88 – L'ouison Bobet / Crêpes Suzette / 3 live (EP, 5 titres)
- BR 012 : Les Satellites – Les Grandes Familles / Ma Femme Est Dans l'Espace (45 tours)
- BR 013 : Ludwig von 88 – Houlala 2 La Mission (LP, 13 titres)
- BR 014 : Nuclear Device – ND Remix 1987 Deprisa (EP, 3 titres)
- BR 015 : Bérurier noir – Ils veulent nous tuer (Maxi-45 tours, 5 titres)
- BR 016 : Les Satellites – Du grouve et des souris (LP, 13 titres)
- BR 017 : Washington Dead Cats – Pizza Attack / Surf and Destroy (45 tours)
- BR 018 : Bérurier noir – VLC Nhan Quyen / Comme un bouddha (45 tours)
- BR 019 : Washington Dead Cats – Gore-A-Billy Boogie (LP, 10 titres)
- BR 020 : Messageros Killer Boys – Hôtel Du Labrador / Kryo'Inc (45 tours)
- BR 021 : Ludwig von 88 – Guerriers Balubas (maxi 45 tours, 5 titres)
- BR 022 : Messageros Killer Boys – Hôtel Du Labrador (LP, 11 titres)
- BR 023 : Compilation – Lemming (en soutien à l'organisation de concerts Lemming / LP, 10 titres)
- BR 024 : No Vision – Surf Metal Jaekill / Full Moon Killer (Maxi 45 tours, 4 titres)
- BR 025 : Les Nonnes Troppo – Double album live (2 LP's, 18 titres)
- BR 026 : Pervers Polymorphes Inorganisés – Pop Sida (maxi 45 tours, 4 titres)
- BR 027 : Compilation – Nos amies les bêtes (LP, 11 titres)
- BR 028 : ND – Je suis un évadé (maxi 4 titres)
- BR 029 : Ludwig von 88 – Sprint / Séoul 88 (maxi 45 tours, 6 titres)
- BR 030 : No Vision – Death Penalty (maxi 45 tours, 4 titres)
- BR 031 : Washington Dead Cats – Go Crazy ! (maxi 45 tours, 5 titres)
- BR 032 : ND – Je suis un évadé + 2 live: Ouvéa / Mentira (45 tours promo, édition limitée)
- BR 033 : Compilation – Radio Bond-Age (LP, 13 titres)
- BR 034 : Babylon Fighters – Fuck You / P.A.B Dub (45 tours)
- BR 035 : M.K.B – Le Chant des hyènes (mini-LP, 6 titres)
- BR 036 : Babylon Fighters – Position Crash (LP, 10 titres)
- BR 038 : Les Satellites – Les Américains / Dégage (45 tours)
- BR 040 : Les Satellites – Riches et célèbres (LP, 11 titres)
- BR 041 : Dr. Mix and the Remix – Best of (double LP, 14 titres)
- BR 043 : Les VRP – Remords et tristes pets (LP, 10 titres)

### Bondage International
- BI 001 : The Lords of the New Church – Psycho Sex (45 tours)
- BI 002 : The Lords of the New Church – Psycho Sex (maxi 45 tours)
- BI 003 : The Stupids  / Frankfurter – Compilation des 2 maxis (split-LP, 15 titres)
- BI 004 : Kortatu – Aizkolari / A la calle (live) (45 tours)
- BI 005 : Kortatu – S/T (LP, 13 titres)
- BI 006 : Kortatu – El Estado de las cosas (LP, 13 titres)
- BI 007 : Birhouse – Burnin' Up (LP, 10 titres)
- BI 008 : The Stupids – Jesus Meets The Stupids (LP, 10 titres)
- BI 009 : The Birhouse –Shake Il Loose / Die Baby Die (45 tours)
- BI 010 : Kortatu – After-Boltxebike / Oker Nago (45 tours)
- BI 011 : Kortatu – Kolpez Kolpe (LP, 10 titres)
- BI 012 : La Polla Records – Donde se habla (LP, 16 titres)
- BI 013 : The Birhouse – Meglamania (LP, 13 titres)
- BI 014 : Mega City Four – And Smell of Petrol Stations (maxi, 4 titres)
- BI 015 : Die Mimi's – Punk Party 1989 (mini LP, 9 titres)
- BI 016 : The Busters – Ruder than Rude (LP, 13 titres)
- BI 017 : Mega City Four – Tranzophobia (LP, 14 titres)

### Stop It Baby Records
- STB 01 : The Playboys – Girl (LP, 12 titres)
- STB 02 : Tant qu'il y aura du rock (compilation)
- STB 03 : Maniacs – Can Also Use the Fruit
- STB 04 : Lost Patrol
- STB 05 : Shifters – Lazy and Some Kind of Crazy
- STB 06 : Victims of circumstances (compilation)
- STB 07 : Hard Ons – Love is a Battlefield of Wounded Hearts
- STB 08 : King Size – More Soul
- STB 09 : Maniacs – Live at Budokan
- STB 10 : Mike Rimbaud – Mutinery in the Subway
- STB 11 : Maniacs – 69